# Pseudochama corbierei
Pseudochama corbierei is een tweekleppigensoort uit de familie van de Chamidae. De wetenschappelijke naam van de soort is voor het eerst geldig gepubliceerd in 1846 door Jonas.

Rechter klep
Linker klep